# Brasilândia do Sul
Brasilândia do Sul é um município brasileiro do estado do Paraná. Sua população, conforme estimativas do IBGE de 2019, era de 2 651 habitantes.